# Aulotarache decoripennis
Aulotarache decoripennis là một loài bướm đêm trong họ Noctuidae.